# Percusión de boca
La percusión de boca, flutter-tonguing (del inglés flutter-tongue, "aleteo de lengua"), también conocido por el término alemán Flatterzunge y el italiano frullato, es una técnica de interpretación musical característica de los instrumentos de viento, que consiste en hacer vibrar la lengua para producir un característico sonido FrrrrFrrrr mientras se soplan las notas de manera convencional, consiguiendo así un efecto de trémolo o de vibrato. Se produce una especie de trino característico del fonema "r" en algunos idiomas, como el español. En las partituras se representa abreviadamente como «flt» o «flz».
Es común en músicas modernas como el jazz y particularmente usado en flauta, trompeta, trombón, saxofón aunque se puede practicar en otros instrumentos de viento.

## Técnica interpretativa
El método tradicional para producir un efecto de flutter-tonguing es enrollar la punta de la lengua lo más rápidamente posible. Esto se hace mediante la realización de una vibrante alveolar múltiple aislada mientras se tocan las notas deseadas. Algunos intérpretes encuentran difícil o incluso imposible rodar la lengua de esta manera, posiblemente debido a la anquiloglosia.
El flutter-tonguing uvular es un método para producir este efecto con el reverso de la lengua. El instrumentista lleva a cabo una vibrante uvular sonora, que produce el sonido tradicional de rugido del lenguaje de jazz. 
El flutter-tonguing uvular también se puede utilizar cuando una vibrante alveolar múltiple no es apropiada para lograr este efecto. Por ejemplo, en el registro bajo de la flauta, o cuando se desea que el efecto sea más rápido. El flutter-tonguing también puede emplearse en conjunción con otros tipos de articulación.
Cualquiera de estos métodos requiere un volumen de aire mayor que el habitual para se produzca el efecto.

## Representación gráfica

Notación del trémolo.

Esta técnica interpretativa puede aparecer representada en las partituras o partichelas de las siguientes maneras:
- El símbolo utilizado para representar el trémolo, que está formado por una o varias barras oblicuas cortas y anchas.
- La abreviatura «Flz.» o «Flt.» del término alemán «Flatterzunge»; «frull» del italiano «frullato», escrita encima de la nota o pasaje que se tocará conforme a tal indicación.[4]
- Otros términos sin abreviar como trémolo dental, coupe de lange roulé, en roulant la langue, tremolo avec la langue, tremolo roulé, vibrata linguale, vibrando y colpo di lingua.[5]

## Historia y ejemplos

### En música clásica occidental
En música clásica occidental este efecto aparece en muchas composiciones. Suele aplicarse con mayor frecuencia en instrumentos como flautas traveseras, flautas dulces, fagotes, trompetas y trombones, aunque también se puede utilizar en otros instrumentos de viento metal y viento madera. La técnica se volvió bastante común en la música del siglo XX. Es utilizada especialmente en la música de Arnold Schoenberg y de Dmitri Shostakovich, donde puede aportar un efecto pesadillesco o sarcástico. 
Gustav Mahler y Richard Strauss también emplearon el flutter-tonguing. En Don Quijote Strauss imita el balido lejano de ovejas con notas con flutter-tonguing en las trompas. En particular, utiliza la indicación "Zungenschlag" (golpe de lengua) en este pasaje de la Variación II. En otras partes de la partitura, utilizó el término alemán tradicional "Flatterzunge". Mahler utilizó esta indicación tradicional también, pero también se desvió de él en el final de su Segunda sinfonía donde emplea la indicación "Zungenstoss" (impulsos de lengua). Los impulsos de lengua que requiere Mahler sobre unas notas redondas sostenidas tienen efecto de flutter-tonguing.

### En otros géneros musicales
La percusión de boca es común en música jazz en el siglo XX, sobre todo la que se asocia a Nueva Orleans o al estilo Vaudeville. Cootie Williams era un maestro en combinar la sordina desatastador con esta técnica para crear un efecto de conversación. El músico Roland Kirk aplicó la percusión de boca especialmente a la flauta e influiría posteriormente sobre el personal estilo del flautista Ian Anderson, líder del grupo de rock progresivo Jethro Tull, que emplea esta técnica comúnmente en la mayoría de sus solos y presente en su álbum Thick as a Brick. El estilo de Anderson sería imitado por distintos grupos de jazz y rock posteriores que incorporarían la flauta a la instrumentación. En los años setenta, en muchas películas de acción de Hollywood, se puso de moda interpretar melodías de flauta con percusión de boca.